# Джохар Дудаев (батальон)
Батальон „Джохар Дудаев“ (на украински: батальйон Джохар Дудаєв) е чеченски доброволчески батальон, кръстен на първия президент на Чеченска република Ичкерия Джохар Дудаев. Батальонът е съставен предимно от чеченски доброволци, много от които са участвали в Първата чеченска война и Втората чеченска война на страната на Република Ичкерия. Батальонът е под командването на Адам Осмаев от 1 февруари 2015 г., след като Иса Мунаев е убит в битката за Дебалцево в Източна Украйна.
Бие се срещу руските сепаратистки сили по време на войната в Донбас и руската инвазия през 2022 г.

## История
Създаването на батальона започва в началото на март 2014 г. в Дания. Там се намират голям брой чеченци, противници на управлението в Русия и принудени да емигрират след Втората руско-чеченска война. Иницииран е от Организацията за свободен Кавказ, която е създадена през 2006 г. в Дания от политически емигранти от кавказки страни в Европа. Основателят и първи ръководител на батальона Иса Мунаев е назначен за военен командир, отговарящ за отбраната на чеченската столица от президента на Ичкерия Аслан Масхадов по време на битката за Грозни (1999–2000), където използва различни тактики на градска война, включително засади, коли бомби, и мини по време на отбраната на града.
Желание да участват в борбата срещу руската агресия в Украйна веднага изразяват повече от 300 доброволци. Батальонът включва чеченци, грузинци, ингуши, азербайджанци, украинци, черкези и доброволци от европейски страни.
Чеченски специалисти участват в битки в Източна Украйна и работят като инструктори, обучавайки млади командири.
Съобщава се, че батальонът участва в отбраната на Украйна, воювайки в района на Киев.